# Angaeus
Angaeus is een geslacht van spinnen uit de  familie van de Thomisidae (krabspinnen).

## Soorten
- Angaeus comatulus Simon, 1909
- Angaeus lenticulosus Simon, 1903
- Angaeus leucomenus (Thorell, 1895)
- Angaeus pentagonalis Pocock, 1901
- Angaeus pudicus Thorell, 1881
- Angaeus rhombifer Thorell, 1890